# César Ramos

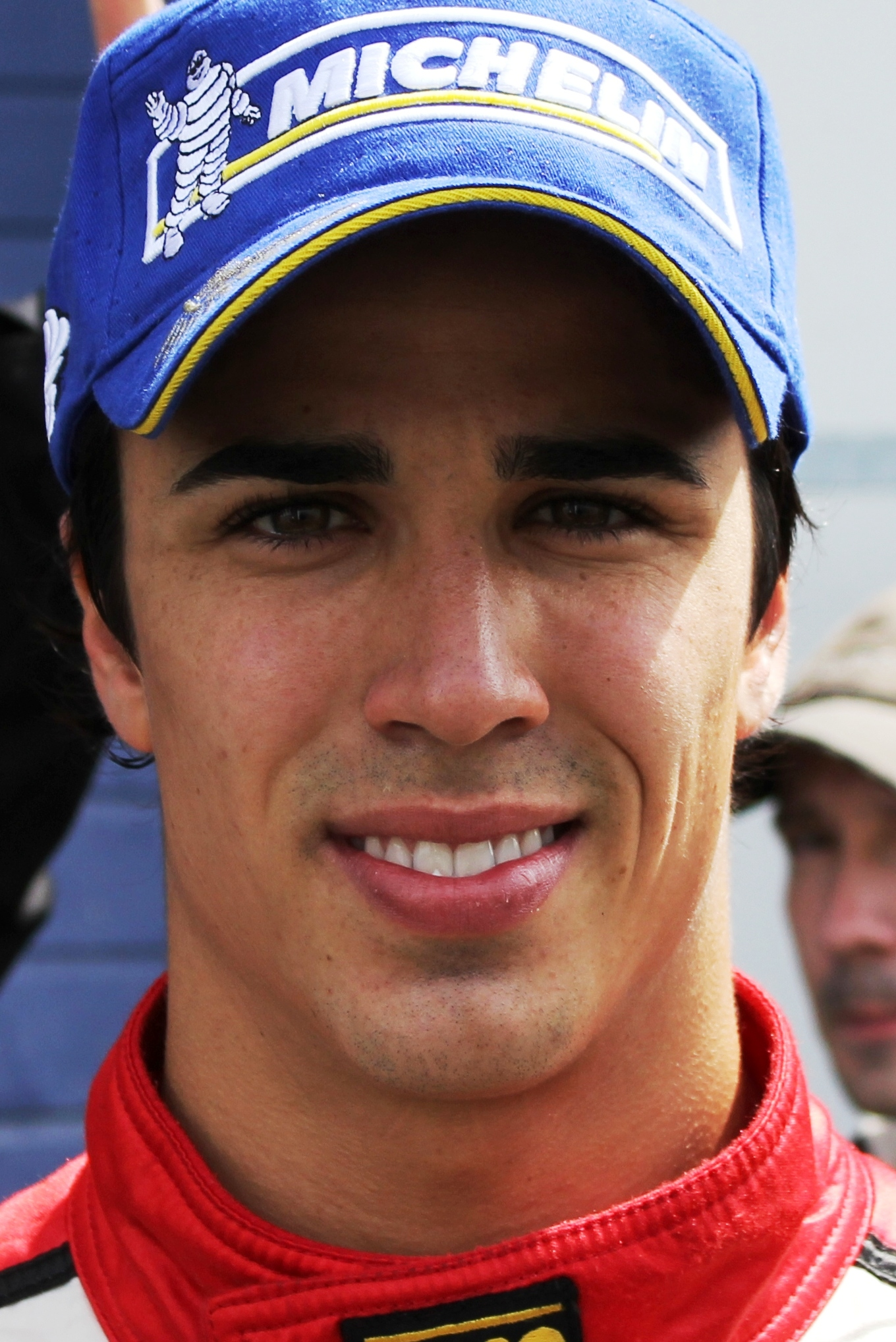
César Ramos 2011

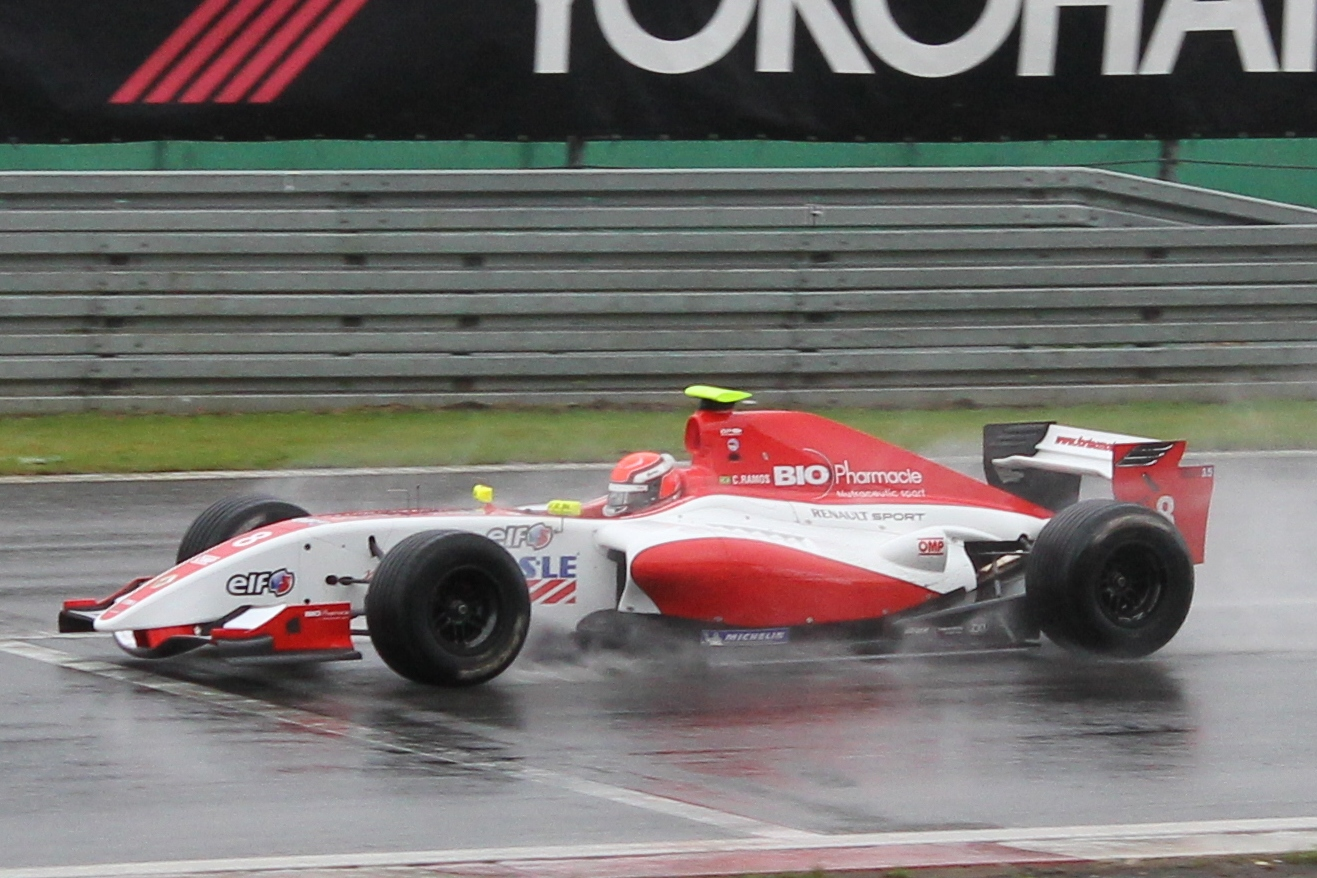
César Ramos für Fortec beim Formel-Renault-3.5-Rennen auf dem Nürburgring 2011

César Altair Zanetti Ramos (* 25. Juli 1989 in Novo Hamburgo) ist ein brasilianischer Automobilrennfahrer. 2010 gewann er die italienische Formel-3-Meisterschaft.

## Karriere
Ramos begann seine Motorsportkarriere 1998 im Kartsport und war bis 2007 in dieser Sportart aktiv. Parallel gab er für das BVM Minardi Team sein Debüt im Formelsport und wurde 14. in der italienischen Formel Renault. Zusätzlich startete er für sein Team bei sechs Rennen im Formel Renault 2.0 Eurocup, bei denen er punktelos blieb, und in der Wintermeisterschaft der italienischen Formel Renault, die er mit vier Siegen, vier Pole-Positions und vier schnellsten Runden aus vier Rennen dominant für sich entschied. 2008 blieb er beim BVM Minardi Team und wurde Sechster in der italienischen Formel Renault und Siebter im Formel Renault 2.0 Eurocup. Er blieb in beiden Serien ohne Sieg.
2009 wechselte Ramos zu Manor Motorsport in die Formel-3-Euroserie. Es gelang ihm nicht mit seinem Teamkollegen Roberto Merhi, der Siebter wurde, mitzuhalten und er verließ die Serie zwei Rennwochenenden vor Saisonende. Er beendete die Saison ohne Punkte geholt zu haben auf dem 25. Platz in der Meisterschaft. 2010 kehrte Ramos zu BVM Racing zurück und trat in der italienischen Formel-3-Meisterschaft an. Mit drei Siegen gewann er den Meistertitel mit 161 zu 153 Punkten gegen Stéphane Richelmi. Als Belohnung für den Titelgewinn erhielt Ramos Anfang Dezember die Gelegenheit an Formel-1-Testfahrten für die Scuderia Ferrari teilzunehmen.
2011 trat Ramos als Teamkollege von Alexander Rossi in der Formel Renault 3.5 für Fortec Motorsport an. Mit drei vierten Plätzen als beste Resultate beendete er die Saison auf dem elften Gesamtrang, während sein Teamkollege mit zwei Siegen Dritter in der Meisterschaft wurde. 2012 war Ramos zunächst ohne Cockpit. Für zwei Veranstaltungen kehrte er als Vertretung für den verletzten Richie Stanaway in die Formel Renault 3.5 zurück. Er fuhr für das von Charouz Racing System betreute Team Lotus. Bei vier Rennen schied er dreimal aus und blieb ohne Punkte. Darüber hinaus machte er in der International GT Open erste Erfahrungen im GT-Sport.

## Statistik

### Karrierestationen
| - 1998–2007: Kartsport - 2007: Italienische Formel Renault (Platz 14) - 2007: Formel Renault 2.0 Eurocup - 2007: Italienische Formel Renault, Winterserie (Meister) | - 2008: Italienische Formel Renault (Platz 6) - 2008: Formel Renault 2.0 Eurocup (Platz 7) - 2009: Formel-3-Euroserie (Platz 25) - 2010: Italienische Formel 3 (Meister) | - 2011: Formel Renault 3.5 (Platz 11) - 2012: Formel Renault 3.5 (Platz 30) - 2012: International GT Open, GTS |